# Adafruit Industries
Adafruit Industriesはニューヨークに拠点を置くオープンソースハードウェア関連の企業で、2005年にLimor Friedによって設立された。 
多くの電子部品、道具などを自社で設計・製造・販売している。
また、電子技術やプログラミングに関するライブ配信、動画撮影なども行っている。

## 歴史
2005年、創業者のLimor Friedがマサチューセッツ工科大学の学生だった時に、自身のウェブサイトで自作の電子工作キットの販売を始めた。彼女は後にニューヨークに移ってAdafruitを設立している。
2013年、Adafruitの売上が2200万ドルに到達し、2014年には3300万ドルに増加する見込みである。

## 名前の由来
Adafruitという名前はFriedのネット上でのニックネームである「Ladyada」から来ており、その名もまた計算機科学分野の先駆者であるエイダ・ラブレスへの敬意をこめたものである。 会社の目標は、より多くの人々を技術、科学、工学と関わらせることである。

## 製品
Raspberry Piなどのサードパーティー製の機器に加えて、Adafruitは教育目的および趣味目的のための独自のボードを開発・販売している。 
例えば2016年、同社はCircuit PlaygroundというAtmel製のATmega32u4 マイクロコントローラーと多くのセンサーを搭載したボードを発売し、また2017年にはより強力なAtmel SAMD21を搭載したCircuit Playground Expressを発売している。他の多くのAdafruitの製品と同様に、ウエアラブルデバイスでの仕様や教育目的での使用を考慮して円形になっている。